# Dubbelconcert voor hobo, klarinet en orkest
Het Dubbelconcert voor hobo, klarinet en orkest is een compositie van Leonardo Balada. Balada baseerde zijn als fantasie bestempeld dubbelconcert op twee Mexicaanse volkswijsjes. Balada greep vaker terug naar oude(re) melodieën om ze vervolgens (bijna) onherkenbaar om te zetten in klassieke muziek. Dat is met dit eendelig werk ook het geval, weinigen zullen de volkswijsjes herkennen.
De link met Mexico is gelegd vanwege de opdrachtgever, het symfonieorkest van Queretaro, Mexico. Dat orkest gaf de première op 8 juli 2010. Mede-opdrachtgever Rudy Weingartner zag klarinettiste Eleanor Weingartner samen met hoboïst Miguel Salazar soleren.